# 满月宴
满月宴俗称做满月，为祝福婴儿来到这个世界上一个月，世界各地因此許多不同慶賀的禮俗。人们往往邀请邻居和孩子的各位长辈为婴儿举行祝福的酒宴。满月宴在中国被认为是仅次于婚嫁的喜事，但是并没有说必须在婴儿诞生一个月整举行。

## 举行
满月宴举办前一天，新郎家（如果是倒插门女婿则为新娘家）就会向邻居和亲朋好友发放请帖。女性会被允许进入新郎的房间看婴儿，但是男性通常不受欢迎。满月宴举行时，会举办盛大的宴会，在中国河南农村地区，满月宴食物通常为十个热菜，第一道菜是咸汤，最后一道菜是甜汤。